# ホイ (テレビ番組)

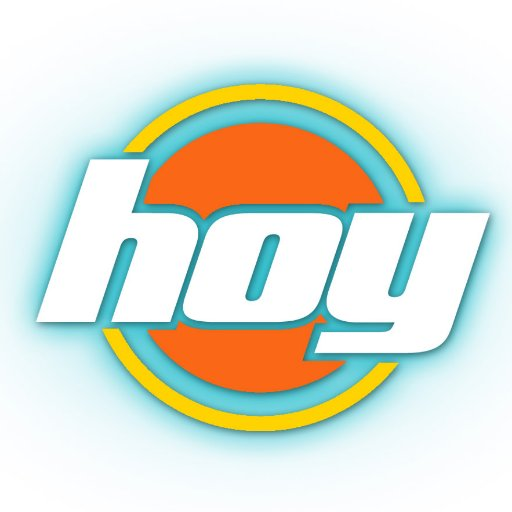

『ホイ』（スペイン語: Hoy）は、テレビサが制作したメキシコのモーニングショー。 1998年8月3日に初演され、毎週月曜日から金曜日の午前8時にラス・エストレージャスチャンネルで放送されていた。

## 出演者
- アンドレア・レガレタ
- ガリレア・モンティホ
- ラウル・アライザ・エレーラ
- ペドロ・プリエト
- マウリシオ・マンセラ
- ポール・スタンレー
- アンドレア・エスカロナ
- ホルヘ・ヴァン・ランキン
- マリソル・ゴンサレス
- ヤネット・ガルシア